# Чесма на Тргу ослобођења у Зајечару
43° 54′ 11″ С; 22° 16′ 44″ И / 43.902965° С; 22.278866° И
Чесма на Тргу ослобођења у Зајечару артерска је чесма, постављена крајем 2019. године и повезана на артески бунар. Истих је димензија као и стара, али је за разлику од досадашње која је била од порозног пешчара, израђена од монолитног белог мермера и својеврсна је реплика чесме из 1865. године.
Првобитна чесма први пут је изграђена у 19. веку и више пута је премештана. Од 1927/28. до 1960. године налазила се испред данашње зграде Општинског суда, када је на њеном месту постављена фонтана „Мајка и дете”, а чесма је уклоњена. Сачувана је до данас и склоњена на приватну парцелу у Црноречкој улици.
Крајем 19. века вода је до центра Зајечара, тада Велике пијаце и до ове чесме довођена са Краљевице. Почетком 20. века за ову чесму је ископан и први артешки бунар у Зајечару.
Године 1994. направљена је копија старе чесме и постављена је у центар Зајечара („чесма на Скверу“). На чесми су уклесане године: 1833. када је Тимочка Крајина припојена Србији, 1876. година Првог српско-турског рата, 1878. када је проглашена независност Кнежевине Србије, 1885. година српско-бугарског рата и 1994. када је подигнута нова чесма.
Тада је, након постављања бунарске конструкције до 274 метра констатован субартески ниво на 0.50m од нивоа терена, те је постављена пумпа која је убрзо престала са радом. По престанку рада пумпе, чесма је прикључена на градски водовод.
Вода је хидрокарбонатно натријумског типа. Након извршене хемијске анализе по завршеном бушењу била је исправна према свим параметрима.
Инвеститори израде и постављања чесме су Град Зајечар и Зајечарска пивара, а носилац пројекта и покретач идеје реконструкције артеске чесме на Тргу ослобођења је Удружење „ЗА чесме”.